# Grindex
АО «Grindeks» — международное фармацевтическое предприятие стран Балтии. В состав концерна «Grindeks» в 2018 году входили четыре дочерних предприятия в Латвии, Эстонии и Словакии. На 2017 год продукция экспортировалась в примерно 77 стран мира, и экспорт составляет 92,5 % от общего оборота компании. Главные рынками сбыта стали страны Европейского Союза, Россия, СНГ. «Grindeks» на 2020 год занимала высокую позицию на фармацевтическом рынке Латвии. «Grindeks» предлагает лекарства под двумя торговыми марками – Grindeks и Kalceks, каждая из них специализируется на различных потребительских сегментах. Продукция компании продаётся в 103 странах мира.

## История
История «Grindeks» началась в 1946 году, когда в ведение Латвийской академии наук был передан Завод витаминов и гормонов с целью постепенно преобразовать его в Экспериментальный завод. В 1991 году на базе Экспериментального завода была создана Латвийская Государственная фирма по исследованию и производству медицинских препаратов «Grindeks». В 1995 году в компании «Grindeks» работало около 630 сотрудников, почти половина из них имела высшее образование, 16 сотрудников имели степень доктора наук, в основном в области химии, биологии, медицины и фармацевтики. В 1997 году завершился процесс приватизации предприятия и было создано публичное акционерное общество «Grindeks». В процессе приватизации общество привлекло более 6000 акционеров. В марте 1998 года публичное акционерное общество «Grindeks» приобрело контрольный пакет (55 %) Таллинского фармацевтического завода. Котировка акций предприятия на Рижской Фондовой бирже началась 1 июня 1998 года. Hа сегодня экспериментальный завод значительно вырос и формируется в фармацевтическую компанию европейского уровня с потенциалом развития.
- 1946 — Передача Завода витаминов и гормонов в ведение Академии наук ЛССР для преобразования в Экспериментальный завод по производству витаминов
- 1957 — Основание Экспериментального завода института органического синтеза
- 1985 — Объединение Рижского завода медпрепаратов с Экспериментальным заводом института органического синтеза
- 1991 — Основание латвийской государственной фирмы по исследованиям и производству медпрепаратов «Grindeks»
- 1997 — Приватизация госпредприятия «Grindeks» и основание публичного акционерного общества
- 1998 — «Grindeks» приобретает контрольный пакет акция Таллиннского фармацевтического завода
- 2004 — «Grindeks» приобретает контрольный пакет акций АО «Kalceks»
- 2006 — Основание «Grindeks» дочернего предприятия: ООО «Namu apsaimniekošanas projekti»;
- 2007 — Таллинский фармацевтический завод полностью переходит в собственность «Grindeks»; Открытие Лаборатории аналитического масштабирования
- 2009 — Открытие нового производственного цеха готовых лекарственных форм и новой системы очистки заводских сточных вод
- 2011 — Открытие нового участка производства готовых противораковых препаратов и производства активного фармацевтического вещество УДКХ
- 2012 — Открытие нового участка производства мазей и гелей
- 2013 — «Grindeks» получил сертификат OHSAS 18001. Система управления АО «Grindeks» получила российский сертификат качества ГОСТ ISO 9001-2011. АО «Grindeks» успешно прошло инспекцию управления по контролю качества продуктов и лекарств США (FDA). АО «Grindeks» открывает представительства в Киргизской Республике и Республике Таджикистан.[источник не указан 1617 дней]

## Продукция
Основными видами деятельности компании стали исследования, разработка, производство и продажа оригинальных продуктов, патентлефтных и активных фармацевтических ингредиентов. «Grindeks» специализируется на терапевтических группах препаратов для сердечно-сосудистой системы, центральной нервной системы и противоопухолевых препаратов. В 2009 году под эгидой Института органического синтеза Латвии независимыми исследователями было обнаружено новое кардиозащитное вещество GX-EG, которое оказалось в 40 раз активнее милдроната, производимого и экспортируемого «Grindeks». Компания приобрела права на проведение дальнейших исследований GX-EG, и в 2020 году начала проводить клинические испытания первой фазы.